# Орлов, Борис Иванович
Борис Иванович Орлов (7 апреля 1922, Сталино — 30 мая 1943, Сталино) — советский партизан, один из руководителей Буденновско-Авдотьинского комсомольско-молодёжной подпольной организации, выпускник школы № 60 (ныне МОУ «Школа № 138 г. Донецка»).

## Биография

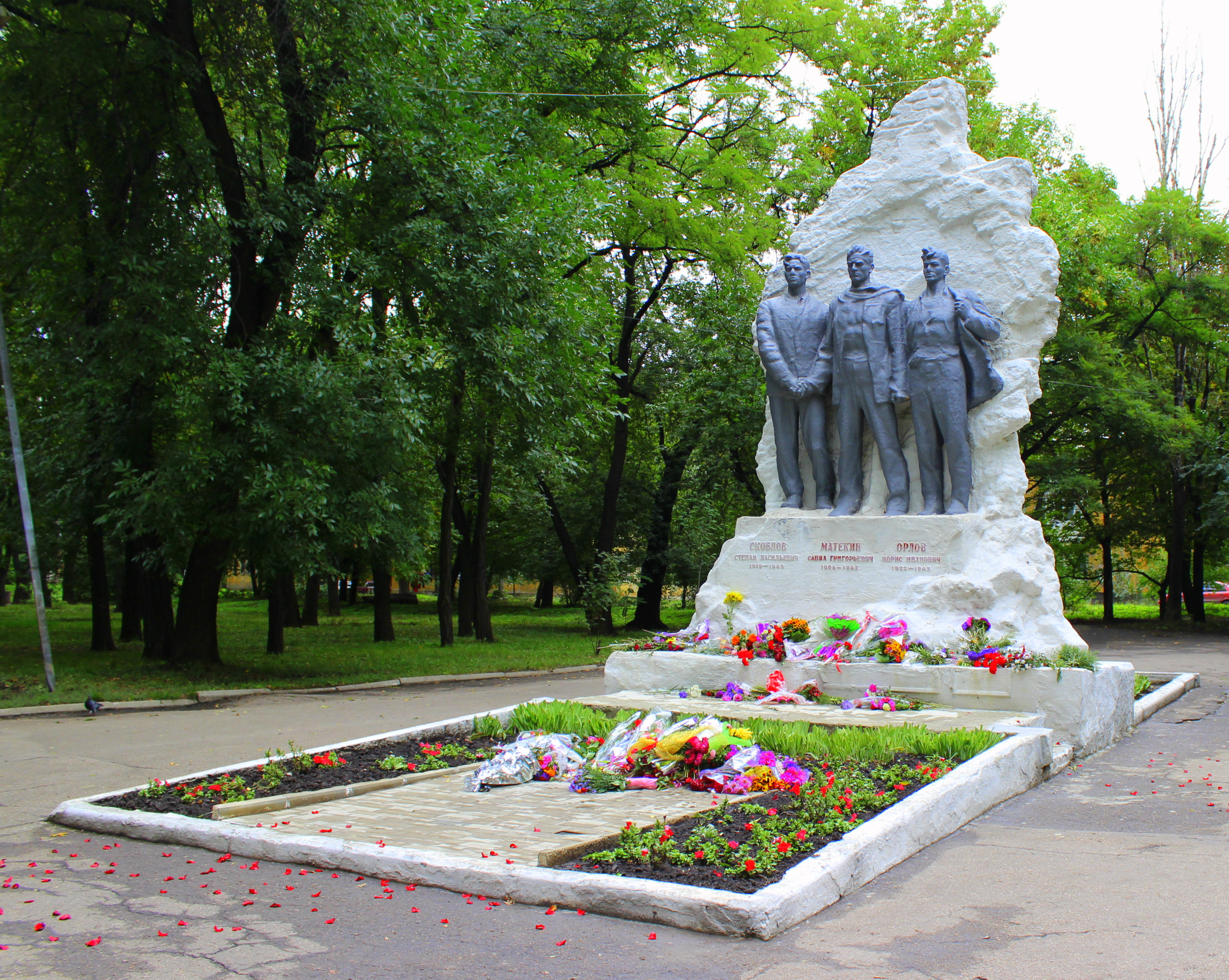
Братская могила руководителей Буденновско-Авдотьинского подполья

Родился в семье служащего, отец — Иван Васильевич Орлов — был управляющим треста «Буденновуголь», мать — Анна Ильинична Николаева — активно работала в женсовете.
В 1940 году окончил школу № 60 (ныне МОУ «Школа № 138 г. Донецка») и поступил в Донецкий политехнический институт для получения специальности «горный инженер», работал на шахте № 8 «Чулковка», в начале войны преподавал черчение и рисование в школе № 68 (бывшая № 139 г. Донецка).
В годы Великой Отечественной войны, будучи студентом 3 курса Донецкого индустриального института, входил в штаб Буденновско-Авдотьинского комсомольско-молодёжной подпольной организации, ему было поручено собирать оружие и боеприпасы и обеспечивать их хранение.
В январе 1942 года Борису Орлову в штаб передали оружие и обмундирование немецкого офицера, которого ранее убил Иван Клименко в Авдотьино. Неоднократно принимал участие в физическом устранении гитлеровцев и полицаев. В марте 1942 года Борис Орлов вместе с В. Гончаренко в Елизаветовском лесу (Марьинский район) убили трёх немецких солдат, унтер-офицера и офицера врага, забрав их оружие. В июле 1942 года он участвовал в освобождении 700 советских военнопленных. В сентябре 1942 года Борис Орлов был специально устроен на работу в трест «Донэнерго» на посёлке Мушкетово чертёжником, чтобы иметь возможность фабриковать различные справки для организации и документы для военнопленных на пишущей машинке. Борис Орлов вместе со Степаном Скобловым и другими членами организации напали на немецкий обоз возле станции Доля и уничтожили его вместе с 10 сопровождающими, захватив трофеи. Вместе со Степаном Скобловым изготовил ротатор и типографский шрифт для печати листовок.
После ареста и смерти руководителя подполья Саввы Матёкина в октябре 1942 года. Борис Орлов вместе со Степаном Скобловым возглавили организацию. В апреле 1943 года под руководством Орлова и Скоблова под откос были пущены два воинских эшелона близ станций Сталино и Чумаково, а подпольщики Н. Льговская, Н. Дорохина и другие по плану, разработанному Борисом Орловым, взорвали военный завод № 144, который выпускал авиабомбы. Пожары и взрывы складов на заводе продолжались в течение двух дней.
Арестован в мае 1943 года, когда начались массовые аресты подпольщиков Будённовско-Авдотьинской организации. При аресте у него изъяли план взрыва завода. Борис Орлов был расстрелян, вместе с группой комсомольцев-подпольщиков 30 мая 1943 года и первоначально был захоронен в братской могиле в посёлке Авдотьино. В 1957 году на могиле была установлена памятная стела. Скульптор А. Осиченко.
В июле 1944 года по просьбе матери Бориса Орлова был перезахоронен отдельно от других погребенных в братской могиле вместе с Степаном Скобловым в парке имени Пушкина в Будённовском районе Донецка. По решению Сталинского горсовета № 159 от 5.10.1944 года на территории сквера Буденновского райсовета было принято решение о создании памятника Орлову, Скоблову и Волину. Скульптор С. А. Здиховский. В третий раз захоронение произошло весной 1957 года. В 1957 году в Донецке был поставлен памятник «Непокорённые» в честь руководителей Авдотьино-Будённовской подпольной группы, а также других подпольщиков. На постаменте памятника выполненные в полный рост скульптуры Бориса Орлова, Степана Скоблова и Саввы Матёкина. Скульптор Владимир Макарович Костин.
В 1975 году донецкий горком партии выдвигал кандидатуру Бориса Орлова, вместе с Саввой Матёкиным, Степаном Скобловым и Павлом Колодиным на присвоение им посмертно звания Героя Советского Союза, но они не были награждены.
Именем Бориса Орлова названа одна из улиц Пролетарского района Донецка.
Борис Орлов является одним из героев повести Ларисы Черкашиной «В нашем городе», рассказывающей о действиях подпольной организации.

## Использованная литература
1. Историческое краеведение, Введение в историю Донецкого края, 5 класс, Кожемяка О. Л., Морозов П. Л., Пестрецов В. В., 2019
2. История родного края. Часть первая [Текст]: учеб. пособие для 6-9 классов / А. А. Колесник [ и др.] — Донецк: Кардинал, 1998. — 320с.
3. История родного края. Часть вторая [Текст]: учеб. пособие для 10-11 классов / Р. Д. Лях [ и др.]. — Донецк: Кардинал, 1998. — 320с.'
4. Козлов. Великая Отечественная война 1941—1945. Энциклопедия. / Козлов. — М. Политиздат, 1985.
5. Кондратьев. Письма членов подпольной комсомольской организации города Донецка. Август 1942 г.- 29 мая 1943 г. // Говорят, погибшие герои. Предсмертные письма советских борцов против немецких фашистских захватчиков (1941—1945 гг.) / Кондратьев, Политов. — М.: Политиздат, 1986.
6. Герои невидимого фронта: Ист.-докум. Очерки/ Сост. Л. И. Кулага. — Донецк, 2007
7. Борьба трудящихся области под руководством партийного подполья в тылу немецко-фашистских захватчиков // Донецкая область в годы Великой Отечественной войны (1941—1945 гг.): Сб. док. и материалов / Парт. арх. Донецк. обкома Компартии Украины, Донецк. обл. гос. арх.; Отв. сост. B.И. Лебедев. — Донецк: Донбасс, 1982. — С. 124—131. — 310 с.
8. Ершов А. Г. Освобождение Донбасса. — М., 1973
9. Карпов А. А. Освобождение Донбасса от немецко-фашистских захватчиков (июль-сентябрь 1943). — К., 1965
10. Летопись Донбасса: Краевед.сб вып. — Донецк, 1997
11. Михненко А. М. Донбасс в 1941—1945: испытание войной. — Донецк, 1998
12. Морозов В. Р. Наш край в годы Великой Отечественной войны (1941—1945). — Донецк, 2003
13. На рубежах шахтёрского края: статьи, очерки/Сост. Д. Ф. Акульшин. — Донецк, 1979
14. Операция «скачок»/ по освобождению Донбасса от немецко-фашистских захватчиков (август-сентябрь 1943). — Донецк, 1998
15. Панова Л. В. Тяжёлые бои за освобождение Донбасса (1943). — Артёмовск, 2004
16. Хорошайлов Н. Ф. Мужество Донбасса (1937—1943). — Донецк, 1968